# Senoculus tigrinus
Senoculus tigrinus is een spinnensoort uit de familie Senoculidae. De soort komt voor in Panama.